# Comté de Chouteau
Le comté de Chouteau est un des 56 comtés de l’État du Montana, aux États-Unis. En 2010, la population était de 5 813 habitants. Son siège est Fort Benton. Le comté a été fondé en 1865 et nommé en 1882 d'après Pierre Chouteau, Jr., un trappeur qui fonda la ville de Fort Benton.

## Géolocalisation
| Comté de Pondera | Comté de Liberty Comté de Hill |                 |
| Comté de Teton   | Comté de Chouteau              | Comté de Blaine |
| Comté de Cascade | Comté de Judith Basin          | Comté de Fergus |

## Principales villes
- Big Sandy
- Fort Benton
- Geraldine